# Porcellio laevis
Porcellio laevis là một loài trong họ Porcellionidae. Loài này được Latreille miêu tả khoa học năm 1804..

## Hình

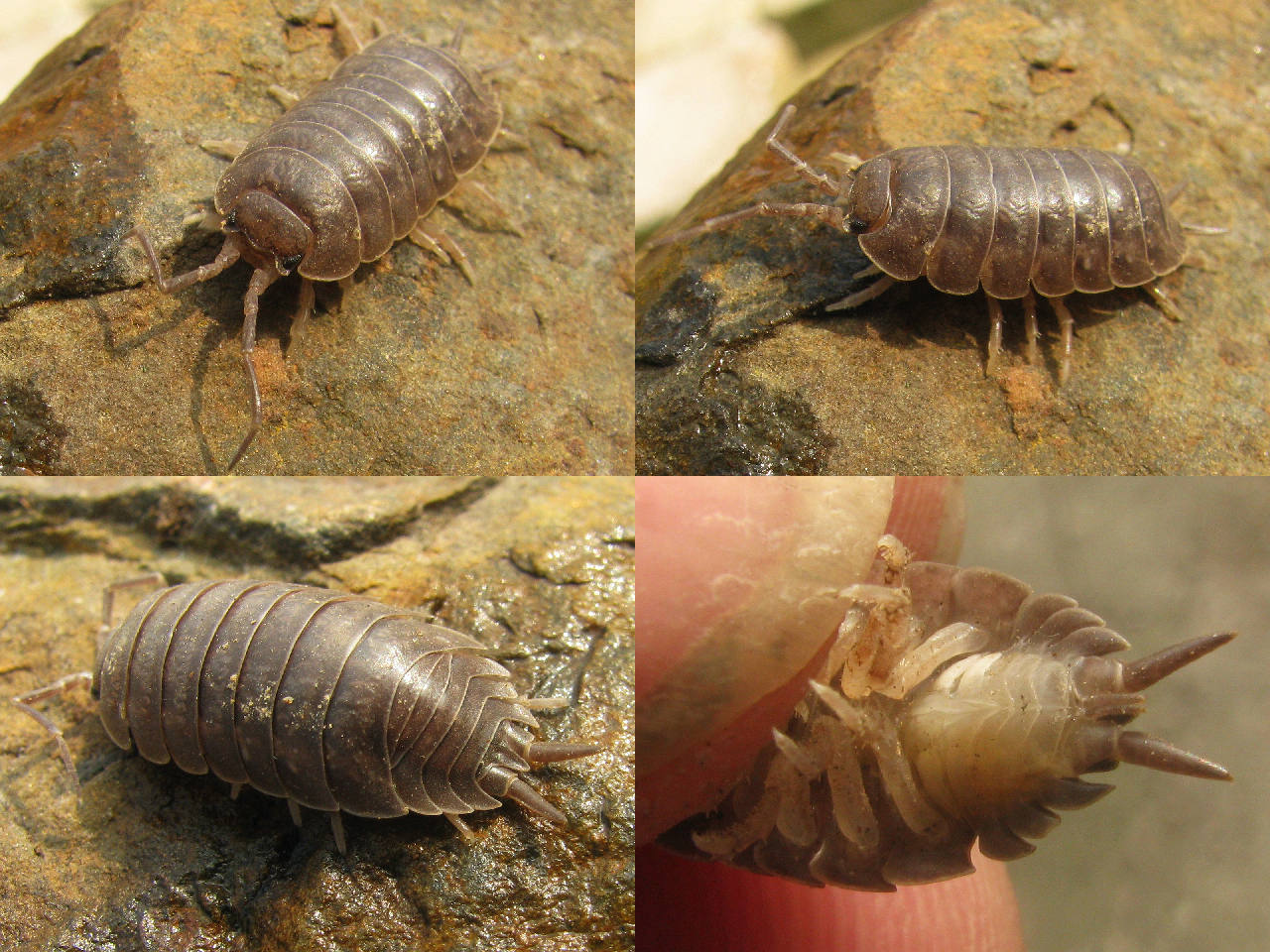
mannetje
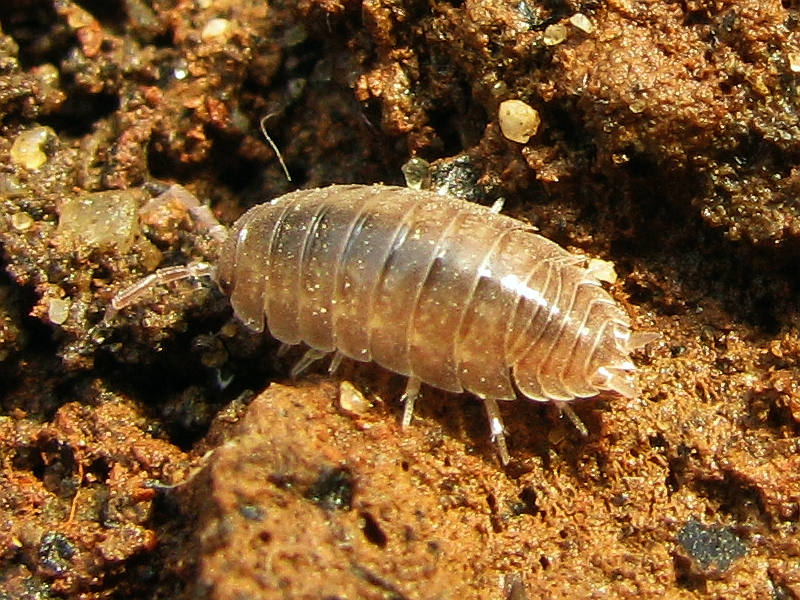
juveniel
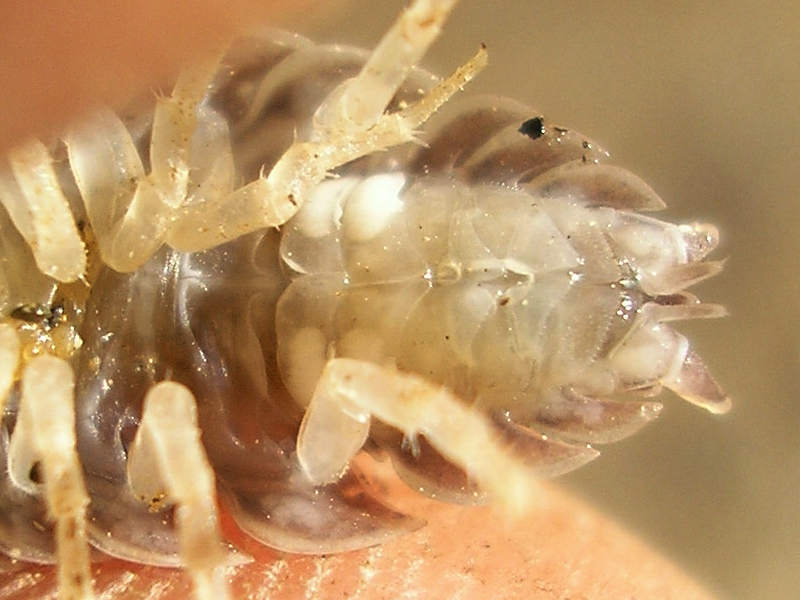
pleopoden vrouw
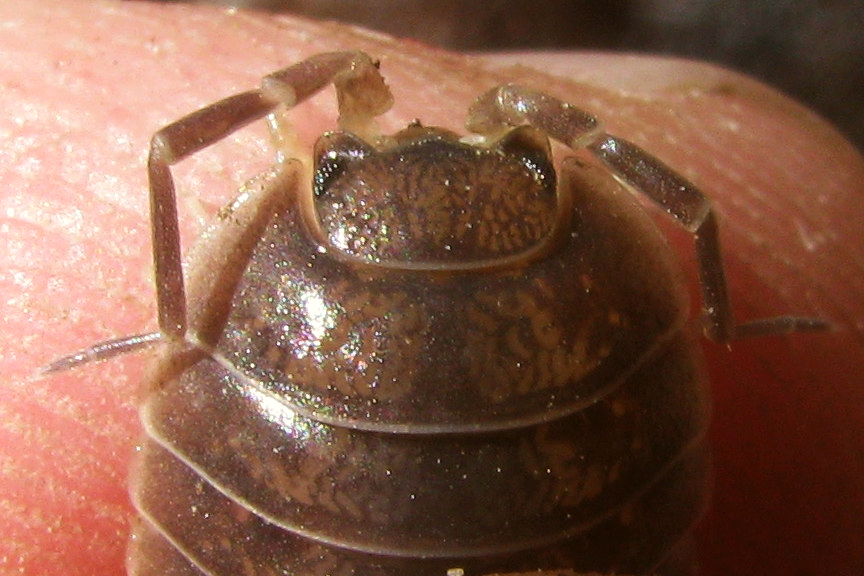
kopstructuur